# Pământul de Mijloc
Pământul de Mijloc este numele folosit pentru partea locuibilă a continentului ficțional al lui J.R.R. Tolkien, unde au loc poveștile din al său legendarium. “Pământul de Mijloc” este traducerea literară din engleza veche a cuvântului middangeard, referindu-se la această lume a omului. Tolkien a tradus “Pământul de Mijloc” ca si Endor (sau câte odată ca și Endoré) și Ennor în limba elfică quenya, respectiv Sindarin.
Istoria Pământului de Mijloc este împărțită în Evuri: Hobbitul și marea parte a Stăpânului Inelelor au de-a face cu evenimente de la sfâșitul celui de-al Treilea Ev și cu zorii celui de-al Patrulea, în timp ce Silmarillion vorbește despre întâmplări din timpul Primului Ev. Lumea (Arda) era la început plată, dar a fost facută rotundă de către Eru Ilúvatar, creatorul, la sfârșitul celui de-al Doilea Ev.

## Etimologie
Termenul Pământul de Mijloc nu a fost inventat de Tolkien. De fapt, acesta exista în engleza veche sub forma middenerd sau middel-erd; în nordica veche era numit Midgard. Tradus ar însemna ceea ce grecii numeau οικουμένη (pron. oy-koo-mé-nay) sau “vechiul loc al omului”, lumea fizică în opoziție cu lumile nevăzute (Scrisorile lui J.J.R. Tolkien). Middgeard apare de mai multe ori în poemul Beowulf, pe care Tolkien l-a tradus. Tolkien a fost, de asemenea, inspirat și de acest fragment:
„Eala earendel engla beorhtast / ofer middangeard monnum sended. Hail Earendel, brightest of angels / above the middle-earth sent unto men. (Salve Earendel, cel mai strălucitor dintre îngeri/ peste pământul de mijloc trimis pentru om.)”
din poemul Crist al lui Cynewulf. Numele earendel (ce înseamnă “steaua de dimineață”, dar în unele contexte se referă la Hristos) a fost inspirația pentru navigatorul lui Tolkien Eärendil.
În mitologia germanică străveche și în cea scandinavă se credea că lumea era alcătuită din nouă lumi fizice unite. Lumea oamenilor, Pământul de Mijloc, stătea în centrul acestui univers. Lumile elfilor, a zeilor, și a giganților se aflau dincolo de marea ce-I inconjura. Lumea morților se afla dedesuptul Pământului de Mijloc. Un pod de curcubeu, Podul Brifrost, se întindea din lumea oamenilor până la Asgard dincolo de mare. O lume exterioară înconjura celelalte șapte tărâmuri (Vanaheim, Asgard, Alfheim, SvartAlfeim, Muspelheim, Nidavellir și Jotunheim). În această concepție, o “lume” însemna mai mult tărâmul unei rase decât o lume evident separată fizic.

## Geografie
J.R.R. Tolkien nu a terminat niciodată întreaga geografie asociată lumii din Hobbitul și din Stăpânul Inelelor. În Crearea Pământului de Mijloc, volumul patru din Istoria Pământului de Mijloc, Christofer Tolkien a publicat câteva hărți remarcabile, atât ale pământului plat cât și ale celui rotund, toate desenate de tatăl său în anii ‘30.